# Brian Shawe-Taylor
Brian Shawe Taylor (Dublin, Ierland, 28 januari 1915 - 1 mei 1999) was een Brits autocoureur. Hij nam in 1950 en 1951 deel aan 3 Grands Prix Formule 1 voor de teams Maserati, Ferrari en English Racing Automobiles, maar scoorde hierin geen WK-punten.